# Ancona dell'Immacolata
L'ancona dell'Immacolata si trova nella chiesa di sant'Agata nel Carmine nella parte alta della città di Bergamo risalente alla prima decina del XVI secolo, l'attribuzione a Jacopino Scipioni non ha fonti certe.

## Storia
La storia dell'ancona è legata a quella del culto dell'Immacolata. La sua devozione ebbe origine nel XII secolo in Inghilterra dai monaci benedettini, sviluppandosi progressivamente, e arrivando in Italia nella metà del medesimo secolo dove Bonaventura da Bagnoregio nel 1262 nel capitolo generale a Pisa decise di celebrarla per l'intero ordine, anche se i teologi e religioni si trovavano divisi sul tema dell'Immacolata Concezione tra maculisti e immaculisti. Il frate francescano, Giovanni Duns Scoto, teologo e filosofo fu promotore di questa verità e l'ordine francescano seguì la sua teologia. Fu poi il concilio di Basilea del 1439 a emanare un decreto a favore dell'Immacolata, relatore della tesi fu il francescano Juan de Segovia teologo di Toledo. Con l'elezione al soglio pontificio di Papa Sisto IV, francescano e immacolista nel 1471 e la sua bolla Cum praecelsa meritorum, il dibattito sull'argomento venne vietato con la minaccia di scomunica per eresia. 
A Bergamo, nella chiesa di San Francesco distrutta con la soppressioni napoleoniche, è documentata nel 1453 la presenza di una cappella dedicata a San Pietro, nel Memoriale sepulcrorum opera del frate Daniele Finardo ora conservato nella Biblioteca civica Angelo Mai. Nel 1465, per volontà del francescano Stefano da Novara, la cappella venne assegnata ai confratelli dell'Immacolata e venne a loro concesso di poterla dedicare alla loro devozione, ottenendo una bolla del Papa Paolo II nel 1466 che concesse le indulgenze a coloro che contribuivano alla sua decorazione ad costructionem et muntionem.
Si susseguono nel tempo, diversi inventari che descrivono la cappella con i suoi arredi in particolare quello del 1786 molto dettagliato, descrive una ancona sopra l'altare con sei figure di rilievo e la Madonna con Bambino in mezzo. Da questo la certezza che questa ancona apparteneva a questa chiesa. Con la soppressione del convento e della confraternita nel 1806, gli arredi dell'altare, come di tutti gli altri furono rimossi, molti vennero persi, mentre l'ancona venne acquistata da Pietro Stucchi nel 1808, e posta in una chiesetta settecentesca di San Pietro come venne descritta da Girolamo Marenzi. Nel 1898 per motivi logistici, la chiesa venne distrutta e l'ancona posta nella Chiesa di sant'Agata nella cappella del Battistero, attribuendola impropriamente ad Antonio Boselli, 
Non vi sono documenti precisi che datano e assegnano l'autore dell'ancona. Dai diversi inventari e capitoli del convento viene attribuita alla prima decina del XVI secolo la sua realizzazione, e da un attento studio eseguito durante i restauri del 2015 viene conferita a Jacopino Scipioni la sua realizzazione, corrispondendo per tratti e tipologia al lavoro del 1507 nella cappella della Santissima Trinità della chiesa di santa Maria delle Grazie di Bergamo, questa non trova tutti gli storici d'arte concordi, potrebbe trattarsi di opera eseguita da uno scultore e solo dipinta dal pittore avevarese. Erano stati identificati anche ulteriori possibili autori i lodigiani Bongiovanni e Giovanni Bassiano Lupi, ma sarebbe stata poi scartata.

## Descrizione

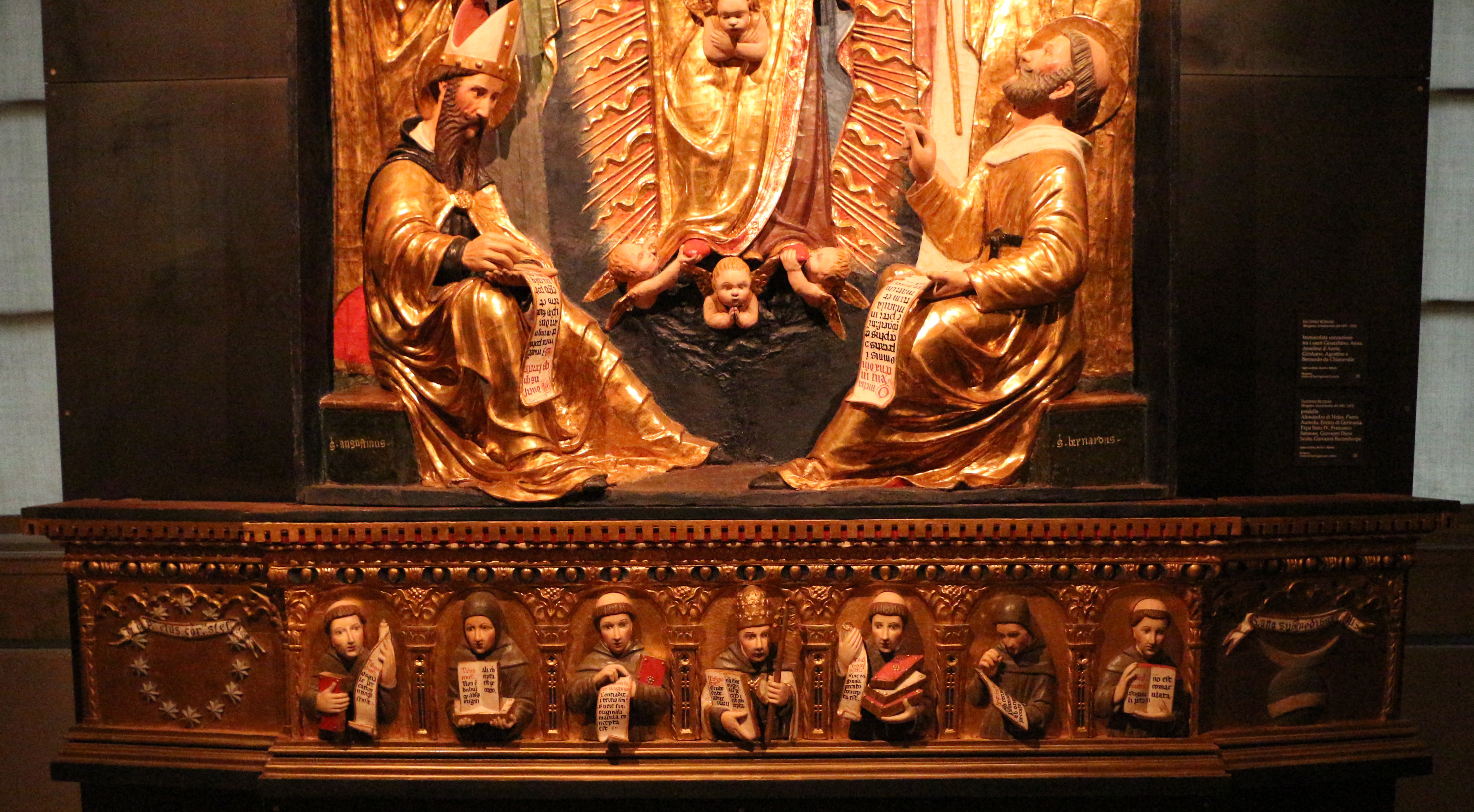
Jacopino Scipioni pradella dell'ancona dell'Immacolata e santi, 1500-30 circa

L'ancona dell'Immacolata, è collocata nella cappella del battistero, nella parte laterale sinistra della chiesa. I restauri le hanno ridato la doratura che era la sua caratteristica originaria. Al centro di un ovale luminoso, è posta l'immagine della Madonna che mostra sul petto il Bambino e sopra di lei angioletti con cartigli dove è scritto O Immaculata regina celorum e ad te [re]gina celorum.
Alla sua sinistra i genitori Anna e Giocchino a indicarne la sua origine, e alle riflessioni di Tommaso d'Aquino e sant'Agostino sulla sua conceptio activa, mentre alla sua destra il vescovo sant'Anselmo d'Aosta che mostra il testo della sua lettera dove raccomandava la celebrazione della festa; accanto a lui san Girolamo che sorregge un modellino di chiesa, forse quella che doveva essere la chiesa originaria di san Francesco, a indicare il suo ruolo a difesa della Chiesa contro l'eresia.
Nelle pradelle sono rappresentati: Papa Sisto IV, il beato Francesco Sansone da Brescia, Enrico di Freiman, Pietro Aureolo, Giovanni Duns Scoto, Giovanni Baconthorpe, Alessandro di Hales, raffigurati con testi e cartigli, frati e teologi che hanno sostenuto l'immacolarità della Madonna. Francesco Sansone da Brescia era il padre generale dell'ordine, morto nel 1499, questo e le caratteristiche stilistiche dell'ancona, ne portano la datazione alla prima decina del XVI secolo.
Le sculture sono realizzate in legno, lavorato a volte in modo grossolano, e successivamente definito con uno spesso strato di gesso, nella pieghe degli abiti, e nelle dita delle mani, tecnica molto simile a quella dell'ancona Gloria di san Bernardino proveniente dal medesimo convento e conservato al museo Adriano Bernareggi, anche se nelle vesti vien usato un impasto di pasta di legno e colla animale, anche questa considerata lavoro dello Scipioni.
Il telaio che la sostiene è composto da quattro tavole fissate tra loro da cavicchi e rinforzate da traverse sul retro, di cui solo una trasversale ne è rimasta a testimonianza, la composizione di questa intelaiatura presume che la scultura fosse posta sopra una mensa d'altare monumentale, forse in marmo come indicato nell'inventario del 1641.
L'ancona dell'Immacolata, nella sua locazione e con la raffigurazione di quelli che sono stati i protagonisti storici degli avvenimenti, è la rappresentazione acerba della celebrazione concezionista.